# California Jam

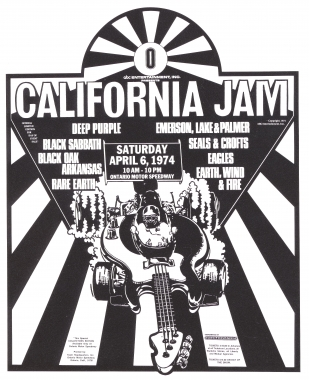
Affiche promotionnelle du Cal Jam de 1974

California Jam aussi appelé Cal Jam est un festival de musique rock qui s'est déroulé à l'Ontario Motor Speedway d'Ontario en Californie (États-Unis) le 6 avril 1974. Le festival était produit par ABC Entertainment, Sandy Feldman, Don E. Branker et Lenny Stogel. Pacific Presentations, une compagnie de concerts de Los Angeles dirigée par Sepp Donahower et Gary Perkins, s'occupait de l'organisation et de la publicité de l'évènement ainsi que de réserver les talents. Il attira un total de 200 000 spectateurs qui ont payé ; ce qui représente, à l'époque, un record pour la plus grande assistance payante et les plus grosses recettes brutes de l'histoire. Ce fut l'un des derniers de la vague des festivals rock originaux. Ce fut aussi l'un des festivals rock les mieux organisés et les mieux réussis sur le plan financier ; ce qui est un présage de l'ère de consolidation des médias et de la corporatisation de l'industrie de la musique rock.

## Artistes
Liste des artistes en ordre d'apparition : 
- Rare Earth
- Earth, Wind and Fire
- Eagles (avec Jackson Browne)
- Seals and Crofts
- Black Oak Arkansas
- Black Sabbath
- Deep Purple
- Emerson, Lake & Palmer

Emerson, Lake & Palmer et Deep Purple étaient les deux têtes d'affiche du festival.